# Savate bei den Olympischen Spielen
Savate, auch bekannt als französisches Kickboxen, war bisher lediglich einmal als Demonstrationssportart bei den Olympischen Sommerspielen 1924 in Paris vertreten. Es nahmen 20 Sportler (17 aus Frankreich und 3 aus Belgien) an den insgesamt zehn Wettkämpfen für Männer teil, die am 19. Juli 1924 im Vélodrome d’Hiver stattfanden.